# Svetlana Masterkova
Svetlana Aleksándrovna Masterkova (en ruso: Светла́на Алекса́ндровна Мастерко́ва; Achinsk, Unión Soviética; 17 de enero de 1968) es una atleta rusa especialista en pruebas de distancia media. Fue campeona olímpica de 800 y 1500 metros en los Juegos de Atlanta 1996, algo que solo había conseguido antes la soviética Tatiana Kazánkina.

## Resultados
| Año  | Competición                  | Lugar                    | Puesto                     | Marca           |
| ---- | ---------------------------- | ------------------------ | -------------------------- | --------------- |
| 1991 | Campeonatos del Mundo        | Tokio, Japón             | 8.ª en 800 m               | 2:02,92         |
| 1993 | Campeonatos del Mundo Indoor | Toronto, Canadá          | 2.ª en 800 m               | 1:59,18         |
| 1996 | Campeonatos de Europa Indoor | Estocolmo, Suecia        | 3.ª en 800 m               | 2:02,86         |
| 1996 | Juegos Olímpicos             | Atlanta, Estados Unidos  | 1.ª en 800 m 1.ª en 1500 m | 1:57,73 4:00,83 |
| 1998 | Campeonatos de Europa        | Budapest, Hungría        | 1.ª en 1500 m              | 4:11,91         |
| 1998 | Copa del Mundo               | Johannesburgo, Sudáfrica | 1.ª en 1500 m              | 4:09,41         |
| 1999 | Campeonatos del Mundo        | Sevilla, España          | 3.ª en 800 m 1.ª en 1500 m | 1:56,93 3:59,53 |

## Mejores marcas
- 800 metros -1:55,87 (Moscú, 18 Jun 1999)
- 1.500 metros - 3:56,77 (Zúrich, 14 Ago 1996)